# Wagneria micropyga
Wagneria micropyga är en tvåvingeart som beskrevs av Herting 1987. Wagneria micropyga ingår i släktet Wagneria och familjen parasitflugor.
Artens utbredningsområde är Turkiet. Inga underarter finns listade i Catalogue of Life.